# Sengkati Baru
Sengkati Baru is een bestuurslaag in het regentschap Batang Hari van de provincie Jambi, Indonesië. Sengkati Baru telt 2232 inwoners (volkstelling 2010).